# Ortiga petita
L'ortiga petita o ortiga menor (Urtica urens, del llatí urere, "cremar", referint-se als pèls urticants de la planta), és una planta herbàcia de la famílica de les urticàcies, cosmopolita i pluriregional.

## Descripció botànica
És una espècie monoica amb unes dimensions d'entre 15 i 30 cm. Pel que fa als òrgans vegetatius l'arrel és fasciculada i la tija herbàcia. És de color vermellós o groguenc, erecta, ramificada i buida en els nusos. Té nusos de parelles de fulles i està recoberta de pèls urticants.

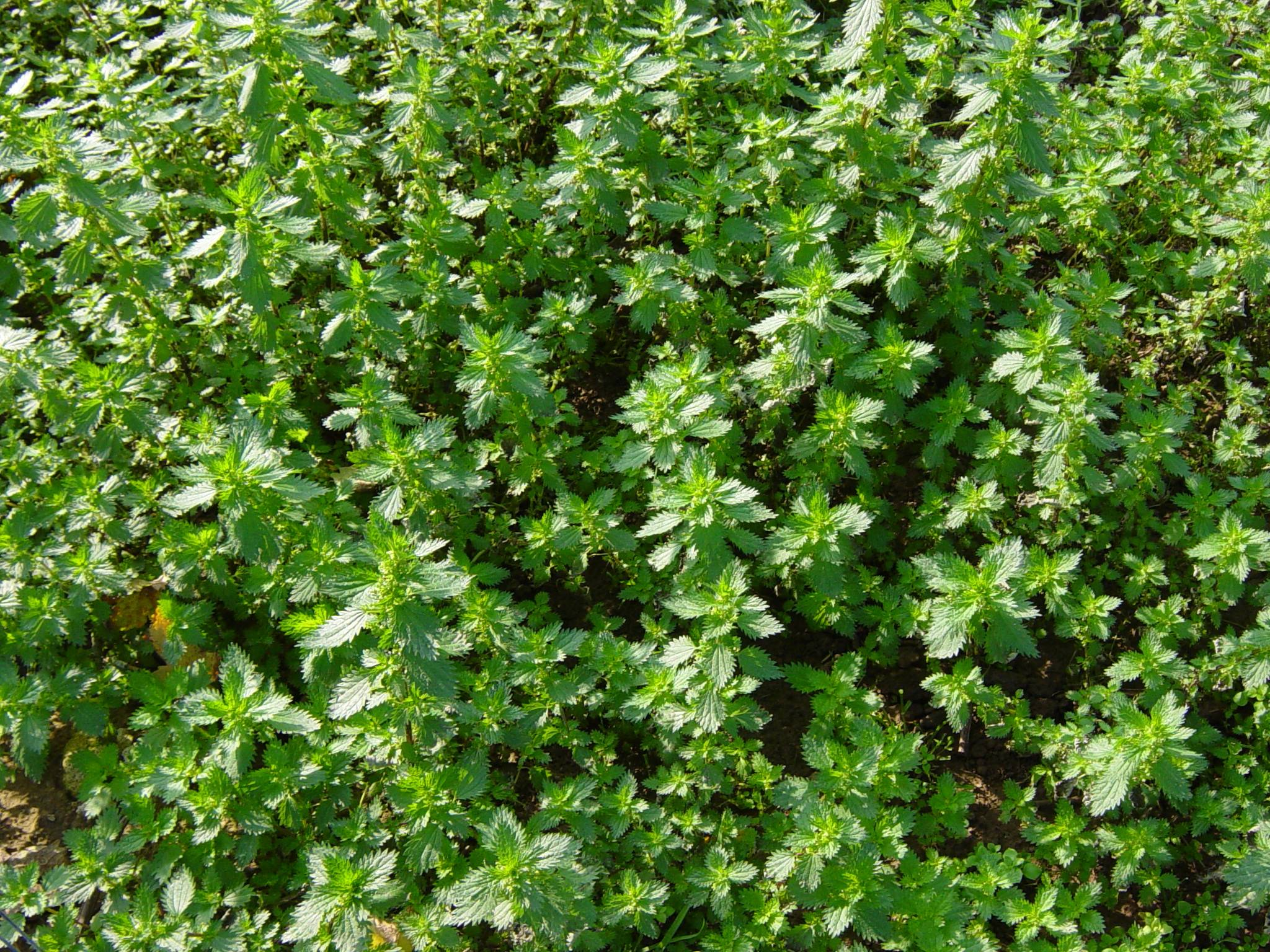
U. urens

Les fulles són simples, oposades, serrades i amb quatre espícules. Els pèls estan plens d'àcid fòrmic que es troba en una glàndula de l'extrem del pèl que és molt feble. Sovint el pèl es trenca i deixa anar la substància irritant.
Pel que fa als òrgans reproductors diem que és una planta unisexual, on les flors femenines es troben a inflorescències penjants i les masculines a les inflorescències més curtes. Referent a aquestes, són cimoses, en racims espinosos, panícules pendulars, asilars i terminals.
El periant està format per flors verd-groguences amb periant monoclamidi amb estams groguencs.
L'androceu té quatre sèpals verds i quatre estams amb quatre tèpals lliures.
El gineceu és bicarpel·lar cenocàrpic. L'ovari és súper i l'estigma és sèssil. Té quatre tèpals lliures desiguals, dos interns iguals a l'aqueni i dos externs petits sense pèls ganxuts. Està absent d'estaminoids i d'estil.
El fruit és un aqueni i és simple.

## Farmacologia
La part utilitzada de la planta és a dir, la groga són les fulles i arrels.
La composició química si la planta es troba en estat fresc és la següent en el cas de fulles i planta fresca, l'ortiga és rica en vitamina C i A, 
clorofil·la A i B, 
carotens, acetilcolina, histamina, flavonoides, 
sals minerals (magnesi, fòsfor, potassi, calci, sofre, ferro, silici, manganès),
àcids orgànics (cafèic, clorogènic, gàl·lic, fòrmic i acètic),
provitamina A, 
mucílags i
sitosterols
Pel que fa als tricomes (pèls urticants)trobem
acetilcolina, histamina, serotonina i (5-hidroxitriptamina).
A l'arrel destaquen els 
tanins, 
fitosterols (beta-sitosterol)
ceramides, fenilpropans, lignans, polifenols, monoterpendiols.
polisacàrids: glucans, glucogalacturonans, arabinogalactans, escopoletòsid.
A les llavors trobem
mucílags, proteïnes, oli 30% amb elevat contingut en àcid linoleic.

## Usos medicinals

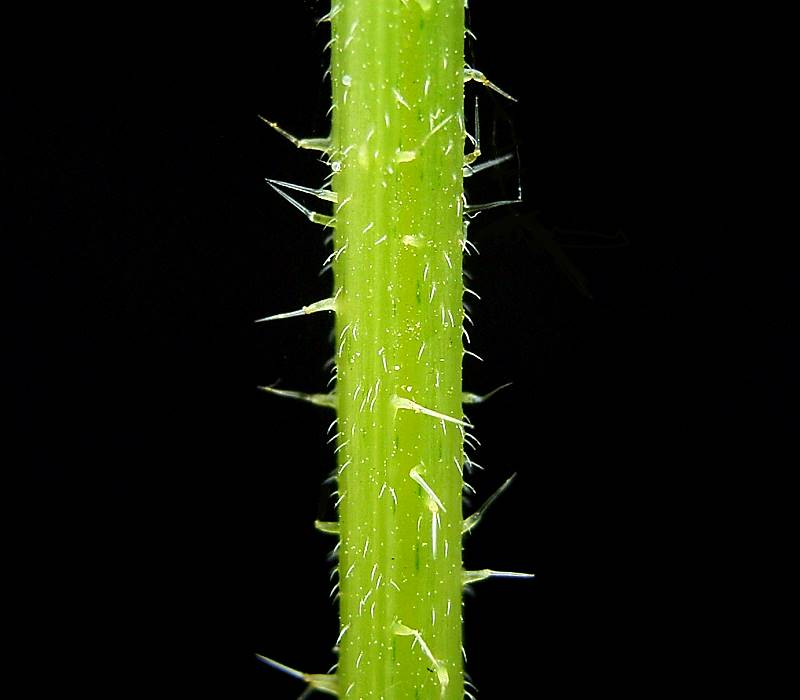
Imatge ampliada d'un pèl urticant

S'utilitza en les hemorràgies nasals o menstruacions abundants, per afeccions reumàtiques, hepàtiques, gota, càlculs renals i arena a l'orina.
També s'utilitza per les cures de primavera com a desintoxicant de l'organisme. També és útil en anèmies degut al seu contingut en ferro i clorofil·la. Fins i tot s'utilitza com a reconstituent en cas de cansament intens o desnutrició.
Aquesta planta també és utilitzada en trastorns de la digestió com a cura per diarrees i com a ajuda en casos de diabetis perquè disminueix la quantitat de sucre en sang, és a dir, és hipoglucemiant.
Està indicada per afeccions cutànies com l'acne, èczemes, i fins i tot psoriasi.
La loció amb cocció de l'arrel es recomana contra la caspa i contra la caiguda de cabell.

## Accions farmacològiques / propietats
Presenta propietats astringents, tòniques, i fortament diurètiques.

## Observacions

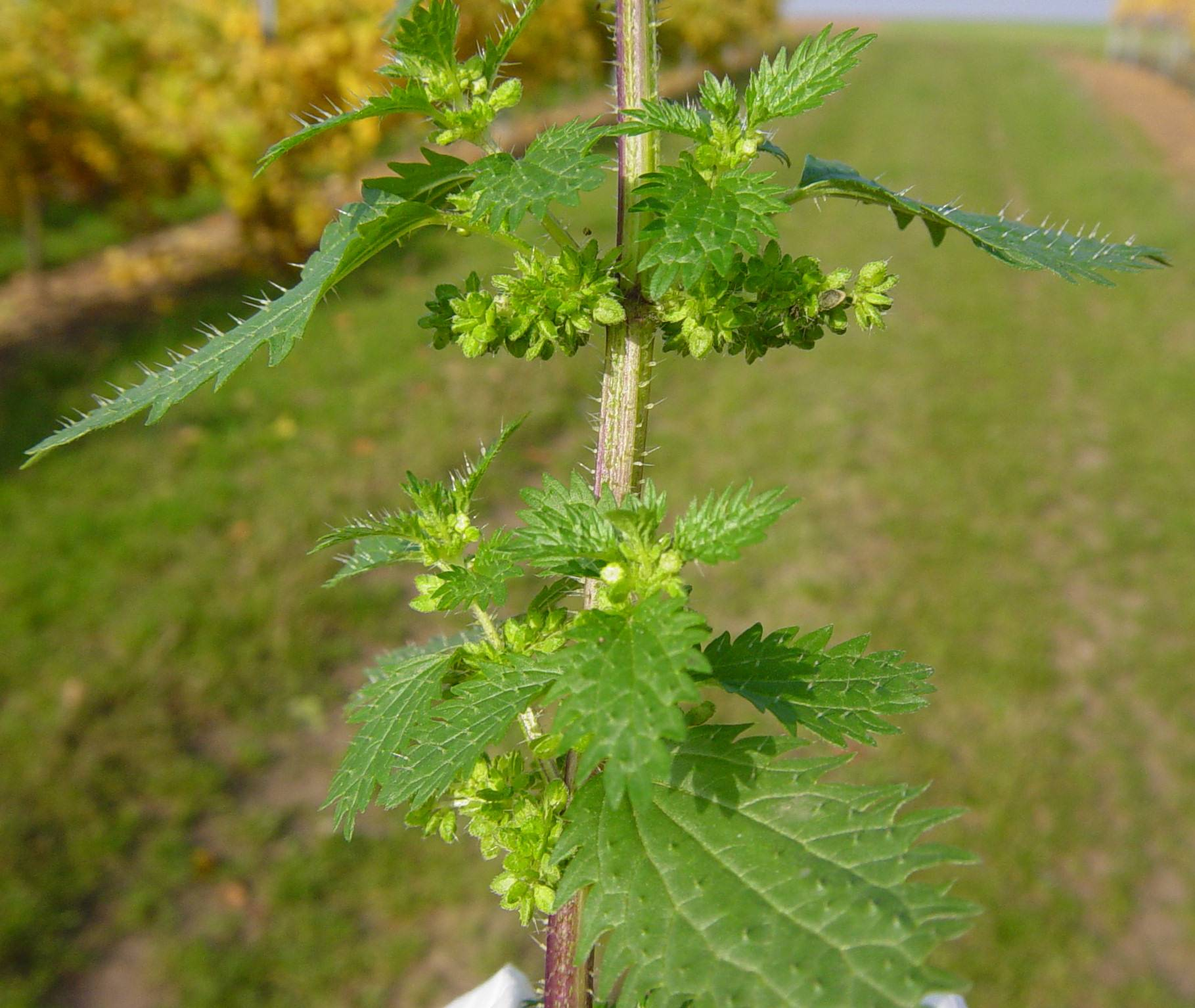
U. urens

Es pot utilitzar també per fer tes com a remeis casolans per a malalties abans citades com per exemple la gota o un cop fetes decoccions i polvoritzacions.
Si es fa en forma de suc s'aplica amb pinzell o mitjançant massatge.
És molt nutritiva perquè té moltes vitamines i sals minerals i a més les fibres de l'ortiga també serveixen per teixir.
- TOXICITAT

Hem de tenir precaució, ja que els pèls alliberen una substància àcida que fa coïssor i inflamació a la pell. Una vegada ha entrat l'àcid dins el cos només tenen un lleuger efecte emolient.
- ECOLOGIA

La distribució mundial és cosmopolita, al Principat pot ser trobada a Barcelona, Girona, Alacant, illes Balears, Lleida, Tarragona i València.
Es fan en terrenys molt nitrogenats com per exemple l'entrada dels corrals, suporten molt el fred i són molt difícils d'eliminar. Viu entre el nivell del mar i els 800 metres. Propera a cases o sòls habitats per l'home. Normalment habita zones humides i en ombres, horts, marges de camins.
- RECOL·LECCIÓ

Es recol·lecta la planta sencera, depenent de per què es vol utilitzar. Es pot usar seca o immediatament després de collir-la. Si es vol utilitzar amb finalitat medicinal s'ha de recol·lectar els mesos de maig, juny, juliol i agost tot i que no hi ha problema per recol·lectar-la al llarg de tot l'any. Amb finalitats alimentàries es recol·lecta a qualsevol període. S'ha de recol·lectar amb guants i es tallaran només les parts joves i sanes, ja que les més velles tenen un efecte molt més irritant que en prohibeix l'ús.
- CONSERVACIÓ

S'asseca a l'ombra, a un lloc ben ventilat i ben estesa. Un cop seca es guardaran només les fulles.
Un cop seques deixarà de ser urticant i es podrà triturar per la seva conservació. D'aquesta manera podem continuar gaudint dels seus beneficis a l'hivern, moment en què és impossible trobar-les fresques.

## Referències bibliogràfiques

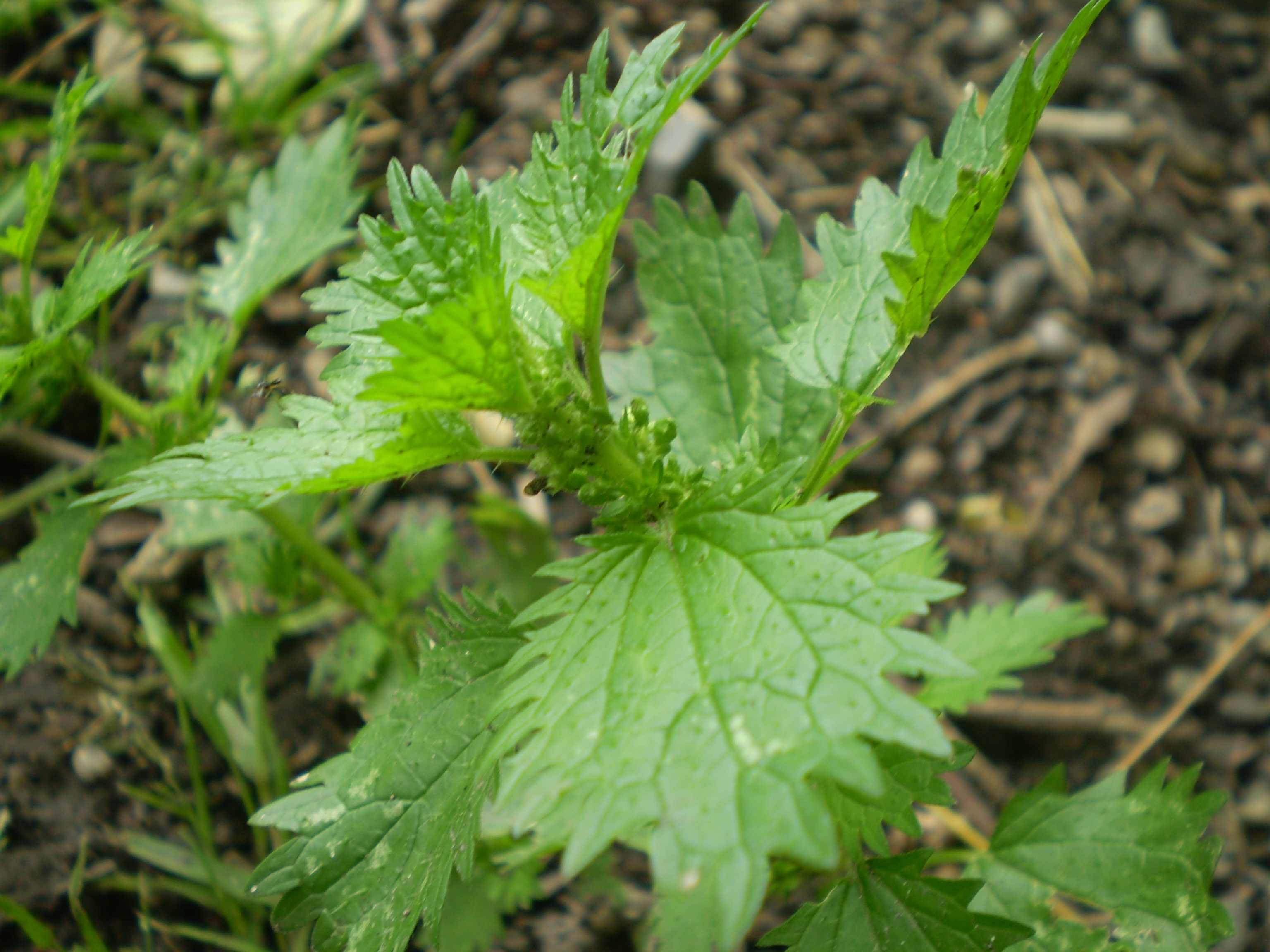
U. urens